# نوال مجيد حميد السامرائي
الدكتورة نوال مجيد حميد السامرائي وهي طبيبة وسياسية عراقية شغلت منصب عضوة في مجلس النواب العراقي في دورته الأولى من عام 2005 إلى 2008 حيث اختيرت وزيرة لشؤون المرأة في 19 تموز 2008 لكنها استقالت في 5 شباط 2009 بسبب قلة تخصيصات وزارة الدولة لشؤون المرأة.